# 塩原桜
塩原 桜（しおばら よしの、1991年4月11日 - ）は、日本のフリーアナウンサー。

## 来歴
長野県上田市出身。長野県上田高等学校、東京女子大学卒業。大学在学時にはテレビ朝日アスクに通い、BS朝日の『News Access』などで学生キャスターを務めていた。
大学を卒業後、2015年4月に山形テレビ (YTS) にアナウンサーとして入社し、報道制作局報道制作センターに配属。
山形テレビを退社後、フリーアナウンサーに転向。2018年4月からは、主にテレビ埼玉 (TVS) のニュース番組でキャスターを務めている。※公式youtubeチャンネルで一部視聴可能
立場としてはフリーであるが、直接雇用のアナウンサーがいない同局の公式サイトでは局アナウンサーの1人として紹介されている。
テレビ埼玉の公式サイトにおいて、2024年3月31日に放送される「テレ玉親子ふれあいマラソン特別番組」が同局での最後の出演になることが発表された。

## 人物
- 2017年に結婚しており、既婚者である。

## 過去の出演番組
BS朝日
- News Access（BS朝日、2013年-2015年）

山形テレビ
- スーパーJチャンネルYTSゴジダス（2016年4月-不明) -キャスター
- やまがたCity情報 [11]
- YTSニュース
- 第18回山形ふるさとCM大賞（2017年12月17日、八波一起と司会を担当）[12]

テレビ埼玉
- テレ玉くんのうたイベント(2018年7月7日、鳩ヶ谷住宅公園、14日、さいたまハウジングパーク) [13]
- 「理系が恋に落ちたので証明してみた。」in 埼玉大学むつめ祭(トークイベント司会、2018年11月25日)[14]
- さいたま国際マラソン 情報LIVEステーション(リポーター、2018年12月9日、2019年12月9日)[15][16]
- 報道特別番組 埼玉この１年（2018年12月28日）[17]
- ええじゃないか。(三重テレビ、2019年2月3日)[18][19]
- 埼玉 平成のあゆみ(2019年4月30日)[20]
- テレ玉 LiveSpecial 2019 参院選埼玉選挙区 あなたにカンケイある選挙(進行、2019年7月21日)[21]
- 報道特別番組「News Special 2019」(2019年12月25日)[22]
- 新春知事に聞く(2020年-)[23]
- 報道特別番組「News Special 2020」(2020年12月25日)[24]
- シブサワ解体深書（テレビ埼玉、2021年1月14日-2022年3月24日）-ナレーション[25]
- 埼玉この1年 ニュース930plus年末スペシャル(2021年12月24日、2022年12月26日)[26][27]
- 上田市へ行こう拡大版・上田市に住もう！～ちょっといい、ちょうどいい上田の暮らしを紹介します～ (2021年2月6日)[28]
- 知っておきたい！イマ注目の医療 (2021年3月21日)[29]
- ウィークエンドニュース サンデー (2022年7月31日)[30]
- ダイドーグループ 日本の祭り ホーリャイ！笠鉾がまちにやってきた！(ナレーション、2022年8月21日)[31]
- 生誕10周年！みんなでつくる白岡市(2022年10月1日)[32]
- 11月13日開催！さいたま夢KANA音楽祭2022 (ナレーション、2022年11月5日[33])
- 埼玉県公立高校入試の傾向と対策 (司会、2022年11月18日・11月21日～25日)[34][35][36][37][38][39]
- ロンブー亮の釣りならまかせろ（#107、2022年11月29日）[40]
- 狭山警察署 一日署長 (2022年12月1日)[41][42]
- 零～第102回全国高校ラグビーフットボール大会 昌平高校全国大会への軌跡～ (ナレーション、2022年12月27日)
- 埼玉オペラフェス2022 (司会、2022年12月28日)[43][44]
- 大晦日職人歌合戦 (司会、2022年12月31日)[45][46][47]
- さいたま市の未来へ向けて さいたま市×武蔵コーポレーション対談 (2023年1月10日)[48][49]
- 夢カナTVガムシャラ応援団 SEASON2 (ナレーション[50]、テレビ埼玉、チバテレ、tvk、2023年1月-4月)
- それでも、自分らしく～逆境を夫婦でのりこえて～（ナレーション）
- ニュース545（テレビ埼玉、2018年4月 - 2024年3月 ） - キャスター[3]
- ニュース930（テレビ埼玉、2018年4月 - 2024年3月） - キャスター[3]
- ニュース930plus（テレビ埼玉、2018年10月 - 2024年3月29日[51] ） - キャスター[3]
- 情報番組 マチコミ テレビ埼玉、2018年4月 - 2024年3月） - リポーター/プレゼンター[3]、魅力満“彩”！ステージトーク

## その他
- 彩の国百科「埼玉の夜景編」「華厳の滝編」「わんにゃん編」「美の山公園の雲海編」(ナレーション)
- 祭りドキュメンタリー#46　埼玉県・梅宮神社の甘酒祭(まつりと 日本のまつり探検プロジェクト、ナレーション)[52]
- 埼玉県議会プロモーション動画「議事堂探検隊」(ポッポの声)[53]
- 埼玉県「知事公館deお花見を！withかっぽフェスタ」コバトン健康エクササイズ教室(司会、2023年3月26日)[54][55]
- 令和5年度電波の日・情報通信月間記念式典（総務省関東総合通信局、関東情報通信協力会、司会、2023年6月1日）[56]

## CM
- ユウキホーム(ナレーション)
- 漢方専門 一心堂薬局 (ナレーション)
- いろはに千鳥DVD第15弾「ゑ」「ひ」「も」(ナレーション)
- 埼玉県「望まない受動喫煙をなくすために」「受動喫煙防止対策実施施設等認証制度」(ナレーション)
- 大宮ハイボールバー 南銀座1923 (ナレーション)
- 秋水社「0歳児スタートダッシュ物語」(ナレーション)
- テレ玉SDGSキャンペーン「新和環境」(ナレーション)